# Сінкевич Діонісій
о. Діонісій Сінкевич ЧСВВ (?, Розділ — 1732) — руський (український) чернець, ігумен василіянських монастирів, гравер на дереві кінця XVII — початку XVIII ст.

## Життєпис
Родом з Роздолу (Галичина). Ігумен Крехівського (1690–1700) і Святоюрського (у Львові) монастирів. На монашому соборі в Уневі 1711 року призначений візитатором василіянських монастирів. За його ігуменства в 1719 році вперше зробили інвентар усіх церковних і монастирських рухомостей у Львові, та бібліотеки монастиря святого Юра. 1720 року як Львівський офіціал брав участь у Замойському синоді і підписав його постанови. В 1724 році став ігуменом Гошівського монастиря, а згодом призначений до Крехова, де розпочав будівництво монастирської церкви Святого Миколая. 1729 року знову був ігуменом Свято-Юрського монастиря у Львові.
Помер, мабуть, 1732 року, бо після цієї дати в хроніці Львівського Свято-Юрського монастиря його ім'я вже відсутнє.
Правдоподібно, після Сінкевича в Крехівському монастирі, окрім гравюр залишився також рукопис монастирської хроніки і Пом'яник обителі.

### Творчість

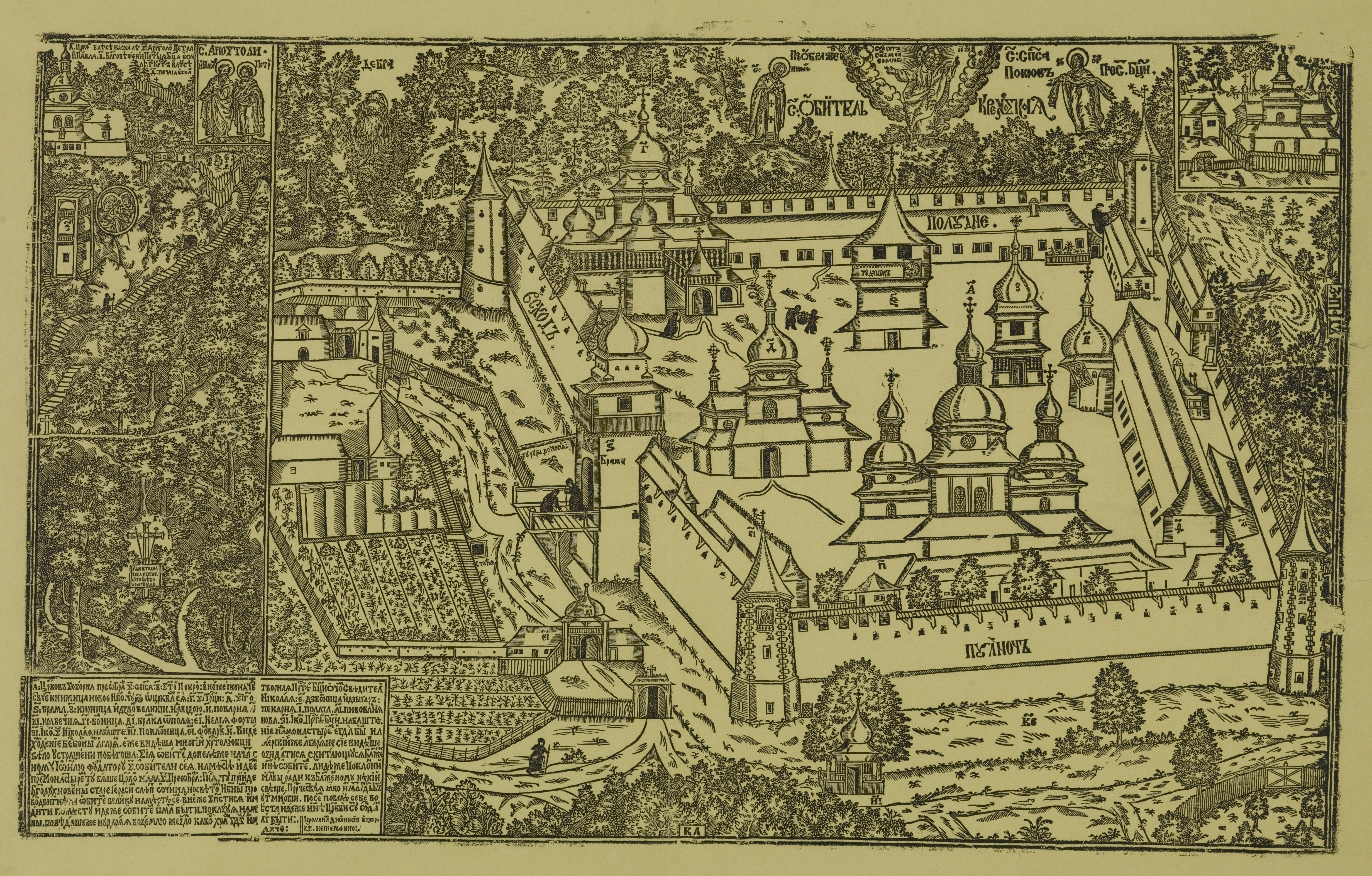
Архітектурний ансамбль Крехівського монастиря, дереворит (1699)

Відомі два дереворити архітектурного ансамблю Крехівського монастиря — з 1699 і 1703 років, виготовлених о. Діонісієм Сінкевичем. Дереворит з 1699 року, виконаний на дереві груші, точно передавав не лише архітектуру церковних і монастирських будівель, але навіть монаші обряди, між іншим обряд постриження в монахи. Пояснення до деревориту були подані церковно-слов'янською мовою. Його розміри — 55х34 см.
Дереворит з 1703 року менших розмірів 27,5х34,5 см і дещо відрізняється від попереднього. Зокрема, подане інше оточення основної частини монастиря, що в межах мурів, вгорі посередині зображено Преображення Господнє, де Спаситель поданий у трикутній рамці. Внизу зліва св. Миколай, справа Богородиця з омофором (Покрова). Споруди на цій гравюрі подані арабськими цифрами і під кожним храмом є супровідні написи. Крехівські дереворити — надзвичайно цінна пам'ятка для вивчення історії дерев'яного будівництва України кінця XVII — початку XVIII століття.
Сінкевич виконував також дереворити для друкарні Львівського Успенського братства. Його гравюрами прикрашені титульні аркуші церковних книг, таких як: «Акафісти» (1699), «Тріодь Цвітна» (1701); підготував численні ілюстрації, віньєтки, заставки, фронтиспіси і багаті на рослинні орнаменти рамки до друків. Сінкевич співпрацював з відомим львівським гравером Никодимом Зубрицьким і разом із ним ілюстрував «Нотний Ірмологіон» — перший кириличний нотний друк церковно-слов'янською мовою (Львів, 1700). «Ірмологіон» містить великі рослинні ініціали і орнаментальні рамки, виконані його рукою. Дереворити Сінкевича нагадують манеру гравюри Никодима Зубрицького, лише відрізняються він них композицією і меншою винахідливістю.